# Notora
Die Notora (russisch Нотора) ist ein linker Nebenfluss des Aldan in der Republik Sacha in Ostsibirien.
Die Notora entspringt nordöstlich der Siedlung Amga unweit des Flusslaufs des Amga-Flusses.
Sie fließt mit zahlreichen engen Mäandern in östlicher Richtung zum Aldan. Sie vereinigt sich mit einem linken Seitenarm des Aldan und mündet nach insgesamt 308 km in den Hauptfluss des Aldan. Das 7440 km² große Einzugsgebiet der Notora befindet sich zwischen den Flussläufen von Amga und Aldan. Die Notora ist zwischen Dezember und Mai eisbedeckt. Die anschließende Schneeschmelze führt zu einem starken Anstieg der Wassermenge in der Notora. Der mittlere Abfluss 37 km oberhalb der Mündung beträgt 7 m³/s. 